# إسبان
الشعب الإسباني أو الإسبان هم مجموعة عرقية رومانسيَّة وأمة. وهم من السكان الأصليين لإسبانيا ويتشاركون في ثقافة إسبانية مشتركة، وفي التاريخ، والأصل، واللغة. يوجد داخل إسبانيا عدد من القوميات والإقليمية، والتي تعكس التاريخ المعقد للبلاد والثقافة المتنوعة. على الرغم من أن اللغة الرسمية لإسبانيا تُعرف عموماً باسم «الإسبانية»، إلا أنها واحدة فقط من اللغات القومية لإسبانيا، وهي اللغة الموحدة على أساس لهجة القرون الوسطى في مملكة قشتالة، واللهجة المُستعربة لطائفة طليطلة والتي دمجت في أوائل القرن الحادي عشر. هناك العديد من اللغات الإقليمية المستخدمة بشكل شائع، وأبرزها اللغة البشكنشيَّة والكاتالونيَّة واللغة الغاليسيَّة (كلاهما من اللغات الرومانسية مثل القشتالية). عدد السكان الكبير مع النسب الأسباني، هو نتيجة هجرة والشتات الإسباني، الذين يمكن العثور عليهم في أجزاء أخرى من العالم، حيث أن هناك العديد من المجتمعات خارج إسبانيا والتي تضم أسلاف هاجروا من أسبانيا ويتشاركون في ثقافة من أصل إسباني، ومن أبرزها المجتمعات من أصول إسبانية في أمريكا اللاتينية.
غزت الجمهورية الرومانية أيبيريا خلال القرنين الثاني والأول قبل الميلاد. ونتيجة للإستعمار الروماني، فإن غالبية اللغات المحلية في إسبانيا، بإستثناء لغة الباسك، تنبع من اللاتينية السوقية. احتل الجرمان الوندال والسويبيون، مع جزء من ألان الإيرانيين تحت قيادة الملك المحترام شبه الجزيرة الإيبيرية في عام 409 ميلادي. في المقابل، أسس القوط الغربيون أنفسهم في إسبانيا، مع تأسيس مملكة القوط الغربيين. وتم الفتح الإسلامي للأندلس وإخضاعها تحت حكم الأمويين العرب في عام 711 ومن قبل السلالات الأمازيغية في شمال أفريقيا مثل الموحدين والمرابطين في القرنين الحادي عشر والثاني عشر. بعد سقوط الأندلس حروب المسيحية في القرن الثامن ضد المور الذين هم سكان الاندلس الأصليين الذين تعربو واسلمو بعد الفتح الاسلامي المُسلمين، تشكلت الدولة الإسبانية الحديثة مع اتحاد مملكتي قشتالة وأراغون، واحتلال آخر مملكة إسلامية في غرناطة وجزر الكناري في أواخر القرن الخامس عشر. في أوائل القرن السادس عشر، تم احتلال مملكة نافار أيضًا. ومع توسيع إسبانيا إمبراطوريتها في الأمريكتين، تم تحويل الأقليات الدينية في إسبانيا مثل اليهود والمسلمين إلى المسيحية أو قتلهم تحت التعذيب او طردهم، وكانت الكنيسة الكاثوليكية تضطهد وتعذب المسلمين خلال فترة عرفت باسم محاكم التفتيش الإسبانية. وينحدر عدد من الإسبان من اليهود والعرب والبربرالمسلمين الذين تحولوا إلى الكاثوليكية، ونتيجة 800 عام من الحكم الاسلامي لشبه الجزيرة الإيبيرية. كانت الكاثوليكية ولأمد طويل الدين الرئيسي في إسبانيا، وتُعرف إسبانيا بتراثها الكاثوليكي الثقافي والغنيّ، ولا يزال يعتنق أغلب الإسبان المسيحية دينًا على مذهب الرومانية الكاثوليكية.
في موازاة ذلك، بدأت موجة الهجرة إلى الأمريكتين، حيث هاجر أكثر من 1.86 مليون أسباني إلى الأمريكتين الإسبانية خلال الفترة الاستعمارية (1492-1824) وارتفع عدد سكان الإمبراطورية الإسبانية إلى 16.8 مليون بحلول نهاية القرن الثامن عشر. وفي فترة ما بعد الإستعمار (1850-1950)، غادر حوالي 3.5 مليون أسباني إلى الأمريكتين، لا سيما إلى الأرجنتين وأوروغواي والمكسيك، وإلى البرازيل وتشيلي وفنزويلا وبورتوريكو وكوبا.